# Zetec
A Ford usou o nome Zetec para denominar uma variedade de Motores de quatro cilindros em linha para automóveis. Ele foi criado para substituir o nome "Zeta" na gama de motores 1.6 L a 2.0 L multi-válvulas lançados em 1991 porque a Ford estava sendo processada pela Lancia que era dona da marca Zeta. A empresa usou o nome amplamente em publicidade na Europa e depois o introduziu no mercado com o Contour, variante norte-americana do Mondeo. No Brasil este motor esteve presente desde 1996, após o fim da Autolatina. 

## Motores
O nome Zetec foi usado em vários motores diferentes:
| Nome        | Família  | Cilindrada                                                                                       | Ano             | CAracteriscas |
| ----------- | -------- | ------------------------------------------------------------------------------------------------ | --------------- | ------------- |
| Zetec-E     | Zeta     | 1.6 L (1597 cc) 1.8 L (1796 cc) 2.0 L (1988 cc)                                                  | 1992 — 2004     | DOHC          |
| Zetec-R     | Zeta     | 1.8 L (1796 cc) 2.0 L (1988 cc)                                                                  | 1998 — 2004     | DOHC          |
| Zetec-SE    | Sigma    | 1.25 L (1242 cc) 1.4 L (1388 cc) 1.6 L (1596 cc) 1.7 L (1679 cc)                                 | 1995 — presente | DOHC          |
| Zetec-Rocam | Sigma    | 1.0 L (999 cc) 1.3 L (1297 cc) 1.6 L (1597 cc)                                                   | 2000 — 2014     | SOHC          |
| Zetec TDCi  | Duratorq | 1.4 L (1399 cc) 1.6 L (1560 cc) 1.8 L (1753 cc) 2.0 L ;(1998 cc) 2.2 L (2198 cc) 2.4 L (2402 cc) | 2000 — presente | Diesel        |

## Zetec-SE
Os motores Zetec-SE 1.4 16v eram oferecidos na versão CLX, top de linha do Fiesta e na Courier. É derivado de um motor Yamaha/Mazda. No ano 2000, junto com a reestilização do automóvel, chegaram os motores Zetec Rocam 1.0 e 1.6, ambos de 8 válvulas. Ao contrário do Zetec-SE, que equipava apenas a versão top de linha do Fiesta, o Zetec Rocam equipava todas as versões.

## Zetec-E
Os motores Zetec-E eram utilizados no Mondeo na versão 2.0 16V, e no Escort na versão 1.8 16V. Também foi utilizado posteriormente no Focus de primeira geração desde o seu lançamento, até 2005 em versões 1.8 e 2.0 16V. De 1992 a 2003, esta gama de motores era produzida na fábrica de motores da Ford localizada em Bridgend, País de Gales. A partir de 2003 até 2005 também foram produzidos em Chihuahua, no México.

## Zetec-R
Os motores Zetec-R equipavam o Focus, lançado pela Ford em 1998. 

## Zetec Rocam
O Zetec Rocam (abreviação de Rollback Camshaft), é o mais popular em relação a outras variantes. Na Europa, era comercializado como Duratec 8V. Ele passou a ser usado a partir de 2000, no Fiesta e Ka, e posteriormente no EcoSport nas versões 1.0 e 1.6 (inclusive na versão 1.0 com supercharger na EcoSport e Fiesta). Na Courier, apenas na versão 1.6, ambos com 8 válvulas. O 1.6 8 válvulas também era oferecido nas versões básicas do Escort, de 2000 até 2003, e no Ford Focus de 2004 até 2008. Esses motores foram produzidos até 2014, quando versões antigas do Fiesta e Ka foram substituídos pela nova geração destes veículos, juntamente acompanhados de novos motores Sigma.

## Duratec
Os modelos maiores da gama Zetec foram substituídos por motores Duratec, derivados do motor Mazda MZR. Estes são utilizados nos modelos EcoSport 2.0, Focus 2.0, Fusion e Ranger.